# Dorothea Pfeiffer
Charlotte Dorothea Leopoldine Pfeiffer, auch Dorothea Specht (* 18. Januar 1806 in Eutin; † 17. August 1864 ebenda), war eine deutsche Malerin.

## Leben

### Familie
Dorothea Pfeiffer war die Tochter von Gustav Pfeiffer, Hauptpastor in Eutin und dessen Ehefrau Christiane Mariane (geb. Heins) (getauft am 1. Mai 1771 in Hamburg; † 9. Oktober 1839 in Eutin); ihr Bruder war der Schriftsteller Wilhelm Pfeiffer.
Am 8. Oktober 1830 heiratete sie den Regierungssekretär und späteren Justizrat Friedrich Georg Specht (1792–1866) in Eutin, dessen Bruder Johannes Georg Specht (1801–1851) im gleichen Monat Ernestine (1806–1884), Tochter des Hofmalers Johann Heinrich Wilhelm Tischbein heiratete.
Weil die Ehe kinderlos blieb, nahm Dorothea die vier Töchter ihrer in Birkenfeld lebenden Schwester Susanne Wöhler zu sich, um ihnen eine gute Schulbildung an einer privaten Höheren Töchterschule in Eutin zu ermöglichen. Von diesen Töchtern bildete sie unter anderem Wilhelmine Amalie (Minna) Wöhler (1841–1887) im Malen aus.
Die Künstlerin starb am 17. August 1864 im Alter von 58 Jahren in ihrer Geburtsstadt Eutin.

### Künstlerisches Wirken
Der Vater von Dorothea Pfeiffer war kunstinteressiert und ein geübter Zeichner. Er stand zu dem seit 1808 in Eutin lebenden Hofmaler Johann Heinrich Wilhelm Tischbein in freundschaftlicher Beziehung. Dies führte dazu, dass Dorothea in Tischbeins Mal- und Zeichenschule ausgebildet wurde und anschließend als dessen Gehilfin tätigen Anteil in dessen Werkstatt für die größeren Arbeiten und für Wiederholungen seiner Bilder hatte. Sie erstellte unter anderem eine Federzeichnung, die den Kopf des Menelaos aus der Gruppe der sieben Heldenköpfe in Tischbeins Homerwerk zeigte, nach denen der St. Petersburger Hof verlangt hatte.
Sie schuf unter anderem lebensnahe Porträts ihrer Eltern, die sich heute in Privatbesitz befinden. Unklar ist, ob das Kinderbild ihres 1831 geborenen Neffen Carl Specht, das sich im St. Annen-Museum (Museum für Kunst- und Kulturgeschichte) in Lübeck befindet, von ihr ist; 1994 wurde es noch Tischbein zugeschrieben.